# Mauritiuskwak
De mauritiuskwak (Nycticorax mauritianus) is een uitgestorven vogel uit de familie reigers (Ardeidae). De soort werd voor het eerst wetenschappelijk beschreven door Edward Newton en Hans Gadow in 1893. 

## Verspreidingsgebied
De soort kwam endemisch voor op het eiland Mauritius.